# Siłaczka
Siłaczka – nowela Stefana Żeromskiego, wydana po raz pierwszy w zbiorze Opowiadania w 1895 r., opowiadająca historię lekarza Pawła Obareckiego i nauczycielki Stanisławy Bozowskiej. Akcja dzieje się w Obrzydłówku – małej wsi, do której doktor przyjechał w wieku 37 lat.
Inspiracją do jej napisania była postać Faustyny Morzyckiej.

## Streszczenie książki
Doktor Paweł Obarecki wrócił w kiepskim humorze ze spotkania, w czasie którego grał w karty z księdzem, aptekarzem, pracownikiem poczty i sędzią. Źródłem jego przygnębienia była nuda panująca w Obrzydłówku, gdzie przed sześciu laty rozpoczął lekarską praktykę. Nuda obezwładniała go, nie miał na nic ochoty, spacerował po gabinecie lub leżał w łóżku. Czasami rozmawiał z młodą gospodynią o jedzeniu, niekiedy żartował z nią i flirtował. Systematycznie popadał w łagodną melancholię.
Gdy doktor pojawił się w Obrzydłówku, nie miał grosza w kieszeni, ale był pełen zapału i entuzjazmu, natychmiast po osiedleniu się na prowincji rozpoczął walkę z aptekarzem i miejscowymi felczerami. Przeciwstawił się oszukiwaniu przez nich chorych, zarabianiu na ich nieszczęściu. Kupił nawet podręczną apteczkę i bardzo tanio lub za darmo oddawał potrzebującym lekarstwa. W odwecie wybijano mu szyby i oczerniano wśród miejscowej społeczności.
Już po upływie roku zapał doktora do naprawy świata zaczął słabnąć, jego wysiłki bowiem nie przynosiły rezultatów. Był samotny, próbował szukać równowagi ducha w kontakcie z przyrodą. W końcu, za sprawą plebana, pogodził się z aptekarzem. Nie czuł już do niego obrzydzenia, grywał całymi dniami z nimi w karty. Obarecki stracił też ambicję, leczył popadając w rutynę, jego krąg zainteresowań stawał się coraz węższy, ograniczając się tylko do najdrobniejszych, codziennych spraw.
Doktor przez okno obserwował padający śnieg. Wtedy właśnie przyjechał do niego chłop prosząc, aby niezwłocznie pośpieszył do ciężko chorej nauczycielki. Jechali w śnieżnej zamieci trzy mile, z trudem odnajdując drogę i przedzierając się przez zaspy. W ubogiej izdebce leżała pogrążona w gorączce młoda kobieta. Była nieprzytomna. Doktor spojrzał na jej twarz i z przerażeniem zaczął powtarzać: Panno Stanisławo, panno Stanisławo... Kobieta była chora na tyfus. Obiecując wiejskiemu chłopakowi znaczną sumę pieniędzy, wysłał go niezwłocznie do Obrzydłówka po niezbędne lekarstwa. Usiadł w szkolnej izbie, bezradnie czekając na powrót posłańca. Wspominał studenckie lata spędzone w Warszawie.
Był na czwartym roku medycyny. Rano, idąc do szpitala, przechodził przez Ogród Saski, by choć przelotnie spojrzeć na panienkę, którą spotykał każdego dnia. Nędznie i niemodnie ubrana, dźwigając zeszyty i książki, jechała tramwajem na Pragę.
Jeden z kolegów Obareckiego, wielki społecznik, ożenił się. W jego ubogim mieszkaniu spotykali się każdego dnia młodzi "społecznicy". Czasami kupowano bułki i serdelki, palono papierosy, pożyczano sobie drobne sumy. Zawsze bardzo żywo dyskutowano. Któregoś dnia właśnie w tym mieszkaniu Obarecki poznał obserwowaną panienkę. Była nią Stanisława Bozowska, absolwentka gimnazjum, zamierzająca na Zachodzie studiować medycynę. Spotykali się dość często. Potem Bozowska wyjechała jako nauczycielka do jakiegoś ziemiańskiego domu. Tu, na wsi koło Obrzydłówka, zobaczył ją ponownie – śmiertelnie chorą. Wydawało mu się, że dawna miłość odżyła ze zdwojoną siłą.
Mijała noc, a parobek z lekarstwami wciąż nie wracał. Doktor kazał zaprzęgnąć konie i sam pojechał do Obrzydłówka po lekarstwa. Wrócił o dwunastej w południe. W izbie leżał rozebrany do naga trup nauczycielki. Oszołomiony Obarecki zaczął porządkować jej książki i zapiski, przeglądać pokój. Odnalazł list Stasi do koleżanki, w którym pisała o nadchodzącej śmierci i zawiadamiała, iż ukończyła podręcznik zatytułowany Fizyka dla ludu. Chłopak wysłany po lekarstwa zabłądził nocą, szedł pieszo i wrócił za późno. Przyniósł książki, które pożyczyła mu nauczycielka.
Śmierć panny Stanisławy wywarła pewien wpływ na postawę Obareckiego. Czytał Boską Komedię Dantego, nie grał w karty, odprawił młodą gospodynię. Jednak ból szybko minął. Doktor przytył, znów gromadził pieniądze i żył jak dawniej.

## Opis bohaterów

### Stanisława Bozowska
Rozpoczynała dorosłe życie bardzo podobnie do Obareckiego. Absolwentka gimnazjum planowała podjęcie studiów za granicą, aktywnie uczestniczyła w dyskusjach mających odmienić świat. Chciała, jak przystało na pozytywistkę, pracować u podstaw. Wyjechała na wieś. Zamierzała uczyć, pracować z najbiedniejszymi, pomagać im, szerzyć oświatę i kulturę tam, gdzie z racji wszechobecnej nędzy było to najtrudniejsze.
Bozowska wytrwała do końca przy wybranej postawie. Szlachetna i bezinteresowna żyła w nędzy, mimo to wciąż pomagała innym i święcie wierzyła w ideały młodości. Wierząc nieco naiwnie – na przykład w zainteresowanie głodnych chłopów książką Fizyka dla ludu, którą napisała. Była pracowita, aktywna, nie troszczyła się o siebie i własne wygody, żyła niewiele lepiej od chłopów. Zapłaciła za konsekwencję cenę najwyższą – umarła młodo. Nie poniosła jednak klęski w sensie moralnym. Może być wzorem wytrwałości i idealizmu, ale już nie skutecznego działania, umiejętności zbiorowej pracy, pozyskiwania sojuszników. Do końca pozostała miłą, sympatyczną kobietą, lubianą przez wszystkich, szanowaną i kochaną przez uczniów, dla których jej śmierć była prawdziwym ciosem.

### Paweł Obarecki
Podczas studiów w Warszawie był entuzjastą, idealistą, człowiekiem biednym, ale mającym ogromne plany, ambicje, zamierzającym zmienić świat. Nie myślał o poprawie swego materialnego położenia, lecz o spełnieniu szczytnych ideałów, co uważał za nadrzędny cel życia.
Absolwent przesyconej duchem pozytywizmu Szkoły Głównej rozpoczął praktykę w Obrzydłówku. Śmiały, szlachetny i energiczny podjął walkę z zacofaniem prowincji, niskim poziomem życia jej mieszkańców, miał odwagę przeciwstawić się miejscowej inteligencji. Był bezkompromisowy, nie uginał się przed brutalnymi naciskami ze strony otoczenia. Obareckiego pochłonął Obrzydłówek. Po miesiącach walki z jego społecznością doktor poddał się, zrezygnował z roli społecznika i idealisty. Stał się konformistą, przyzwyczaił do towarzystwa ludzi, którymi początkowo gardził. Rozleniwiony oportunista interesował się wyłącznie dobrym jedzeniem i gromadzeniem majątku. Dopiero spotkanie z umierającą Bozowską przypomniało doktorowi, że o czymś innym marzył w młodości.

## Czas i miejsce akcji
Akcja utworu toczy się w drugiej połowie XIX wieku, w zaborze rosyjskim: w miasteczku Obrzydłówek oraz nieodległej od niego wsi, gdzie uczyła Bozowska. Czas fabuły rozszerza się o lata wcześniejsze, gdy Paweł Obarecki studiował w Warszawie.

## Problematyka
Bohaterowie Siłaczki to para młodych entuzjastów: lekarz i nauczycielka. Na prowincji podejmują pracę u podstaw, podzielając wiarę pozytywistów, że przyniesie ona szczęście, dobrobyt, wysoki poziom rozwoju cywilizacyjnego i kulturalnego całego społeczeństwa. W imię tej ostatniej wartości rezygnują z własnych karier, szczęścia, a nawet miłości. Są przy tym naiwni, nie rozumieją, że w ówczesnych warunkach społecznych i ekonomicznych to mrzonki. Bozowska walczyła do końca, Obarecki zaś poddał się, uległ rzeczywistości. Podobną decyzję podjęło wielu rówieśników doktora, choć w młodości święcie wierzyli w pozytywistyczne ideały.